# 背徳の学園 〜闇に捧げられた乙女たち〜
『背徳の学園 〜闇に捧げられた乙女たち〜』（はいとくのがくえん 〜やみにささげられたおとめたち〜）は、2005年7月29日にLiquidより発売された日本の18禁アドベンチャーゲーム。
2007年には続編となる『背徳の学園2 〜闇を継ぐ者〜』が発売された。

## あらすじ
200X年6月5日M県S市、聖福音教会へ1人の神父が赴任してきた。
神父の名は、神谷亮一郎。見た目は若くハンサムな神父であるが、実は悪魔と契約した闇の使者たる魔術師であった。

## 登場人物
神谷 亮一郎
主人公。ヨーロッパから日本へ追われた闇の使徒たる魔術師が、その身を隠すためになりすました姿。数世紀を生き続けており、黒魔術に精通している。神父かつ私立高見沢学園の講師として働きながら、魔女の素質のある女性たちを探し出して心の隙を突き、堕落させて魔女とすることでこの地に王国を築こうと目論んでいる。
本当の神谷亮一郎は28歳の神父で、アルプス山脈のふもとの森林にて永遠の眠りに就いている。
河村 泉美
声：芹園みや
高見沢学園2年生。長い髪をポニーテールにして束ねている。新体操部に所属しており、県のコンクールで第3位になるほどの実力の持ち主。弟の智樹を可愛がっている。魔女の素質を秘めており、魔女候補者の1人。
高見沢 優香
声：桃井いちご
高見沢学園3年生。学園の理事長と学園長の娘。文武両道かつ才色兼備と非の打ち所がなく、学生たちの尊敬を集めている生徒会長でもあるが、それゆえに敬遠され、学園では孤立している。副生徒会長の新堂とは仲が悪い。魔女の素質を秘めており、魔女候補者の1人。
倉橋 菜々子
声：RUMI
高見沢学園の英語教師で、泉美たちのクラスの担任。不良学生の佐伯にも親身になって進路指導に取り組むなど、教育熱心。魔女の素質を秘めており、魔女候補者の1人。
マリア・アン・ミュラー
声：上戸琉
東ヨーロッパから高見沢学園へ転校してきた転校生。金髪の美少女であるが、その正体は魔女や魔術師を狩るウィッチハンターの新米で、亮一郎を追って日本へやってきた。
小野瀬 櫻子
声：風音
聖福音教会の修道女。表面上は清楚で、神への信仰に全てを捧げているように見えるが、その心の奥には淫らな欲望が渦巻いており、それを抑えるために修道女となる道を選んだ。
篠原 ほのか
声：みる
高見沢学園2年生。泉美のクラスメイトで親友のメガネっ娘。オカルトに興味を持っており、図書委員でもあるため、図書室にいることが多い。
天野 美貴
声：こむら奈々
高見沢学園の体育教師で、新体操部の顧問。魔女候補者3人には及ばぬものの、常人より強い霊能力を持つ。菜々子には友情以上の思いを持っており、彼女に近づく亮一郎を敵視する。
高見沢 綾音
声：深井晴花
高見沢学園の学園長で、優香の母親。親子仲は上手く行っていない。教育熱心ではあるが、亮一郎には自意識過剰で思い込みの激しい女と評される。

## スタッフ
- シナリオ：想ファクトリー
- 原画：安藤智也

## 関連商品
小説
- 背徳の学園 〜闇に捧げられた乙女たち〜
  - 著者：高橋ショウ
  - 発売日：2005年10月
  - レーベル：パンプキンノベルズ
  - ISBN 4861460859

DVDPG
- 背徳の学園 〜闇に捧げられた乙女たち〜 DVDPG
  - 発売日：2007年4月26日
  - 品番：NEX011PG